# Maureen Stapleton
Lois Maureen Stapleton (* 21. Juni 1925 in Troy, New York; † 13. März 2006 in Lenox, Massachusetts) war eine US-amerikanische Schauspielerin. Sie wurde 1982 für ihre Rolle in dem Film Reds mit einem Oscar ausgezeichnet. Die renommierte Bühnen- und Filmdarstellerin wurde zudem im Laufe ihrer Karriere u. a. mit zwei Tony Awards, einem Emmy sowie dem Golden Globe Award ausgezeichnet.

## Leben

### Frühes Leben und Theater
Maureen Stapleton wuchs in einer irisch-katholischen Familie auf. Nach Beendigung ihrer Schulausbildung begann sie am Theater aufzutreten und machte sich sehr schnell einen Namen als Darstellerin in Komödien wie in Dramen. Nach eigenem Bekunden war es auf ihre Vernarrtheit in den Schauspieler Joel McCrea zurückzuführen, der sie in der Schauspielerei unterwies, dass sie 1946 am Broadway in Burgess Merediths Produktion des irischen Theaterstücks Der Held der westlichen Welt von John Millington Synge debütierte.
Nachdem Stapleton in Die tätowierte Rose von Tennessee Williams Anna Magnani als Darstellerin der Serafina Delle Rose ersetzt hatte, gewann sie 1951 für ihre Darstellung einen Tony Award. Rollen in weiteren Stücken von Williams folgten. Ihren zweiten Tony Award erhielt Stapleton 1971 für ihre Rolle in Neil Simons Komödie The Gingerbread Lady. Weitere Tony-Nominierungen erhielt sie für ihre Rollen in den Produktionen The Cold Wind And The Warm (1959), Toys in the Attic (1960) von Lillian Hellman, Plaza Suite (1971) von Neil Simon (noch 1971 auch mit Stapleton verfilmt) und Lillian Hellmans The Little Foxes (1981). 1981 wurde sie in die American Theater Hall of Fame aufgenommen.

### Film und Fernsehen
Stapleton stand seit Ende der 1940er-Jahre für verschiedene Fernsehproduktionen vor der Kamera, zu einer Zeit, als die amerikanische Fernsehindustrie zu einem Großteil in New York und damit in unnmittelbarer Nähe zum Broadway angesiedelt war. Ihr erster Film war 1953 Main Street to Broadway, hierin hatte sie aber nur eine im Abspann ungenannte Cameo-Rolle, in der sie sich selbst spielte. Ihr erster großer Filmauftritt erfolgte 1958 in Das Leben ist Lüge neben Montgomery Clift; für ihre Darstellung einer intriganten, unglücklich verheirateten Ehefrau in diesem Film erhielt sie ihre erste Oscar-Nominierung. Zwei Jahre später war sie in Der Mann in der Schlangenhaut neben Marlon Brando zu sehen.
Stapleton blieb lange vorrangig am Broadway aktiv und verkörperte daher nur gelegentlich zu Rollen in Hollywood-Filmen. Für ihre Darbietungen in dem Katastrophenfilm Airport (1970) nach dem Roman von Arthur Hailey sowie in dem Drama Innenleben (1978) von Woody Allen erhielt sie zwei weitere Oscar-Nominerungen. Für Airport wurde sie zudem mit dem Golden Globe als Beste Nebendarstellerin ausgezeichnet. Den Oscar in der Kategorie Beste Nebendarstellerin gewann sie schließlich im vierten Anlauf für Reds von Warren Beatty. Sie trat danach häufiger in Hollywood auf, etwa in dem Science-Fiction-Drama Cocoon oder der Komödie Geschenkt ist noch zu teuer.
Im Fernsehen erhielt sie bereits 1967 einen Emmy als Herausragende Hauptdarstellerin in einer limitierten Serie oder einem Anthologie-Film für ihre Rolle in dem Fernsehfilm Among the Paths to Eden. Bis in die 1990er-Jahre erhielt Stapleton noch fünf weitere Nominierungen für den Emmy, darunter 1975 für ihre Hauptrolle in dem Fernsehfilm-Musical Queen of the Stardust Ballroom und 1989 für ihren Gastauftritt in der Serie B.L. Stryker. Ihr filmisches Schaffen umfasst über 80 Film- und Fernsehproduktionen zwischen 1948 und 2003.

### Weitere Arbeiten
Für ihre Hörbuchaufnahme von Harper Lees Roman Wer die Nachtigall stört war Stapleton 1976 für den Grammy in der Kategorie Best Spoken Word Recording nominiert.

### Privates
Stapleton war zweimal verheiratet, von Juli 1949 bis Februar 1959 mit dem Theaterproduzenten Max Allentuck und von Juli 1963 bis Juni 1966 mit dem Drehbuchautor David Rayfiel. Sie hatte zwei Kinder aus ihrer ersten Ehe. Mit der Schauspielerin Jean Stapleton war sie nicht verwandt.
Maureen Stapleton starb im 2006 im Alter von 80 Jahren in ihrem Haus in Lenox, Massachusetts, an den Folgen eines Lungenleidens.

## Filmografie (Auswahl)
- 1948: Old Nickerbocker Music Hall (Fernsehserie)
- 1953: Main Street to Broadway
- 1958: Das Leben ist Lüge (Lonelyhearts)
- 1960: Der Mann in der Schlangenhaut (The Fugitive Kind)
- 1961: Blick von der Brücke (Vu du Pont)
- 1961, 1962: Gnadenlose Stadt (Naked City, Fernsehserie, 2 Folgen)
- 1963: Bye Bye Birdie
- 1964: East Side/West Side (Fernsehserie, Folge 1x16)
- 1970: Airport
- 1971: Hotelgeflüster (Plaza Suite)
- 1971: Sommer ’42 (Summer of ’42, Stimme von Hermies Mutter)
- 1974: Voyage to Next (Kurzfilm, Stimme von Mutter Erde)
- 1975: Die Ballkönigin (Queen of the Stardust Ballroom, Fernsehfilm)
- 1976: Die Katze auf dem heißen Blechdach (Cat on a Hot Tin Roof, Fernsehfilm)
- 1977: Letzte Weihnacht (The Gathering, Fernsehfilm)
- 1978: Innenleben (Interiors)
- 1979: The Runner Stumbles
- 1979: Ein irres Paar (Lost and Found)
- 1981: Der Millionen-Dollar-Junge (On the Right Track)
- 1981: Der Fanatiker (The Fan)
- 1981: Reds
- 1982: Kleine Gloria – Armes reiches Mädchen (Little Gloria… Happy at Last, Miniserie)
- 1984: Johnny G. – Gangster wider Willen (Johnny Dangerously)
- 1984: Libby – Eine Reise ins Vertrauen (Sentimental Journey, Fernsehfilm)
- 1984: Private Sessions – Im Labyrinth des Wahnsinns (Private Sessions, Fernsehfilm)
- 1985: Cocoon
- 1986: Geschenkt ist noch zu teuer (The Money Pit)
- 1986: Sodbrennen (Heartburn)
- 1987: Sommer unserer Träume (Sweet Lorraine)
- 1987: Made in Heaven
- 1987: Nuts… Durchgedreht (Nuts)
- 1988: Hilfe, ich bin ein Außerirdischer – Ausgeflippte Zeiten auf der Erde (Doin’ Time on Planet Earth)
- 1988: Liberace – Ein Leben für die Musik (Liberace: Behind the Music, Fernsehfilm)
- 1988: Cocoon II – Die Rückkehr (Cocoon: The Return)
- 1989: B.L. Stryker (Fernsehserie, Folge 1x04)
- 1989: Der Equalizer (The Equalizer, Fernsehserie, Folge 4x18)
- 1992: Der letzte Wunsch (Last Wish, Fernsehfilm)
- 1992: Ein Verrückter Leichenschmaus (Passed Away)
- 1992: Miss Rose White (Fernsehfilm)
- 1994: Mommy Market – Auf der Suche nach der Traummutter (Trading Mom)
- 1995: Das Mädchen aus der Stadt (Road to Avonlea, Fernsehserie, Folge 6x11)
- 1997: In Sachen Liebe (Addicted to Love)
- 1998: Geheimnisse der Nacht (Wilbur Falls)
- 2003: Living and Dining